# Comandancia de Intendencia de la 4.ª División de Campaña de la Fuerza Aérea
La Comandancia de Intendencia de la 4.ª División de Campaña de la Luftwaffe (4. Kommandeur der Nachschubtruppen Luftwaffen-Feld-Division) fue una unidad militar de la Luftwaffe durante la Segunda Guerra Mundial.

## Historia
Formada en septiembre de 1942:
- 1.ª Columna Ligera de Transporte de la 4.ª División de Campaña de la Fuerza Aérea
- 2.ª Columna Ligera de Transporte de la 4.ª División de Campaña de la Fuerza Aérea
- 3.ª Columna Ligera de Transporte de la 4.ª División de Campaña de la Fuerza Aérea
- Compañía de Oficina de la 4.ª División de Campaña de la Fuerza Aérea
- Compañía de Intendencia de la 4.ª División de Campaña de la Fuerza Aérea ]]
- Columna de Intendencia (mot.) de la 4.ª División de Campaña de la Fuerza Aérea
- Compañía de Panadería de la 4.ª División de Campaña de la Fuerza Aérea
- Compañía de Carnicería de la 4.ª División de Campaña de la Fuerza Aérea
- Aprovisionamiento de la 4.ª División de Campaña de la Fuerza Aérea
- Compañía Sanitaria de la 4.ª División de Campaña de la Fuerza Aérea
- Compañía Sanitaria (mot.) de la 4.ª División de Campaña de la Fuerza Aérea
- Compañía Veterinaria de la 4.ª División de Campaña de la Fuerza Aérea

El Ejército asumió el control total el 1 de noviembre de 1943.

## Servicios
- Bajo la 4.ª División de Campaña de la Fuerza Aérea.